# Cap des Mèdes
Pour les articles homonymes, voir Mèdes (homonymie).
Le cap des Mèdes est un cap français, situé à l'extrémité est de l'île de Porquerolles, dans le département du Var.

## Fortifications

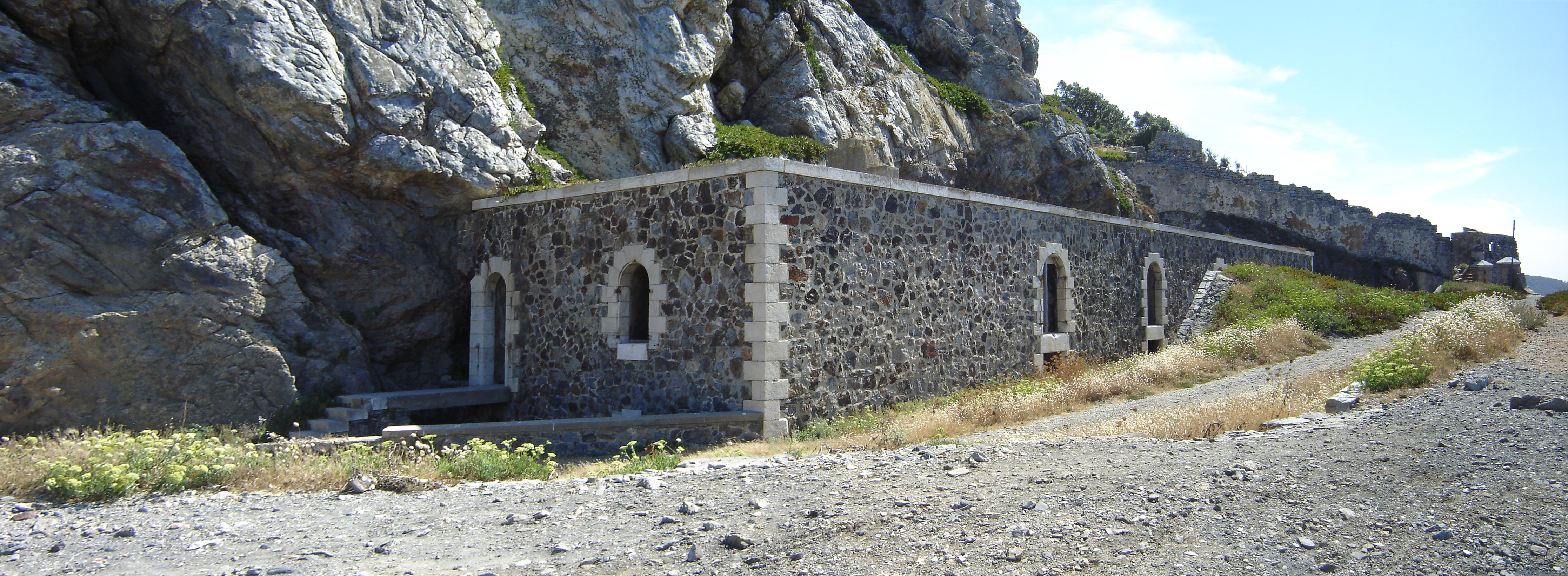
Batterie des Mèdes.

Le site est occupé par deux anciennes batteries, l'un d'elles, appelée la batterie basse, ou batterie des Mèdes, dont les premières constructions datent de 1794, réorganisée sous Napoléon Ier puis rénovée entre 1846 et 1847. Cette première partie est inscrite aux monuments historiques depuis le 20 janvier 1989.
En 1930, commence la construction de la batterie haute.

Raphaël Ponson, Cap des mèdes, Porquerolles
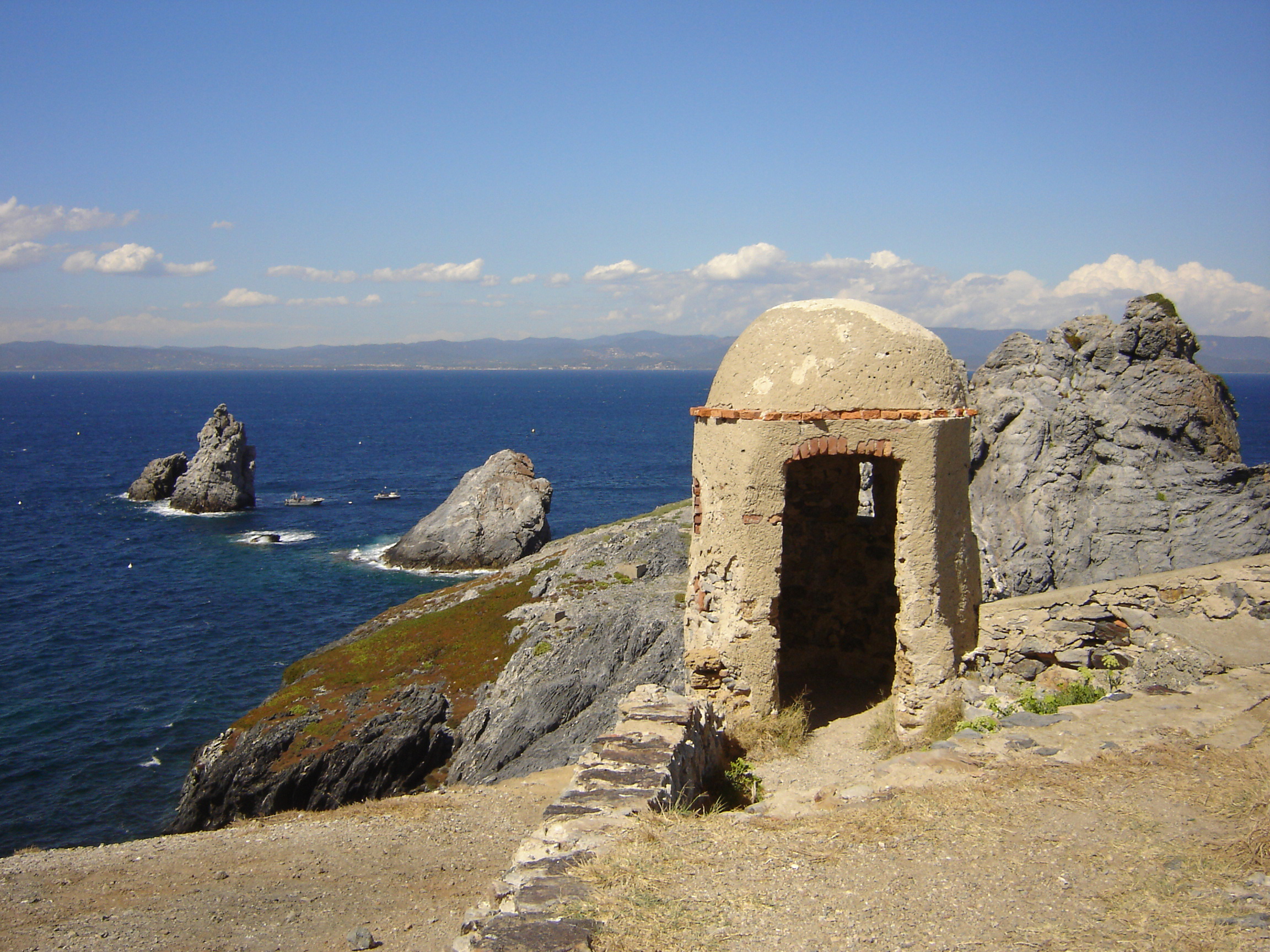
Cap des mèdes
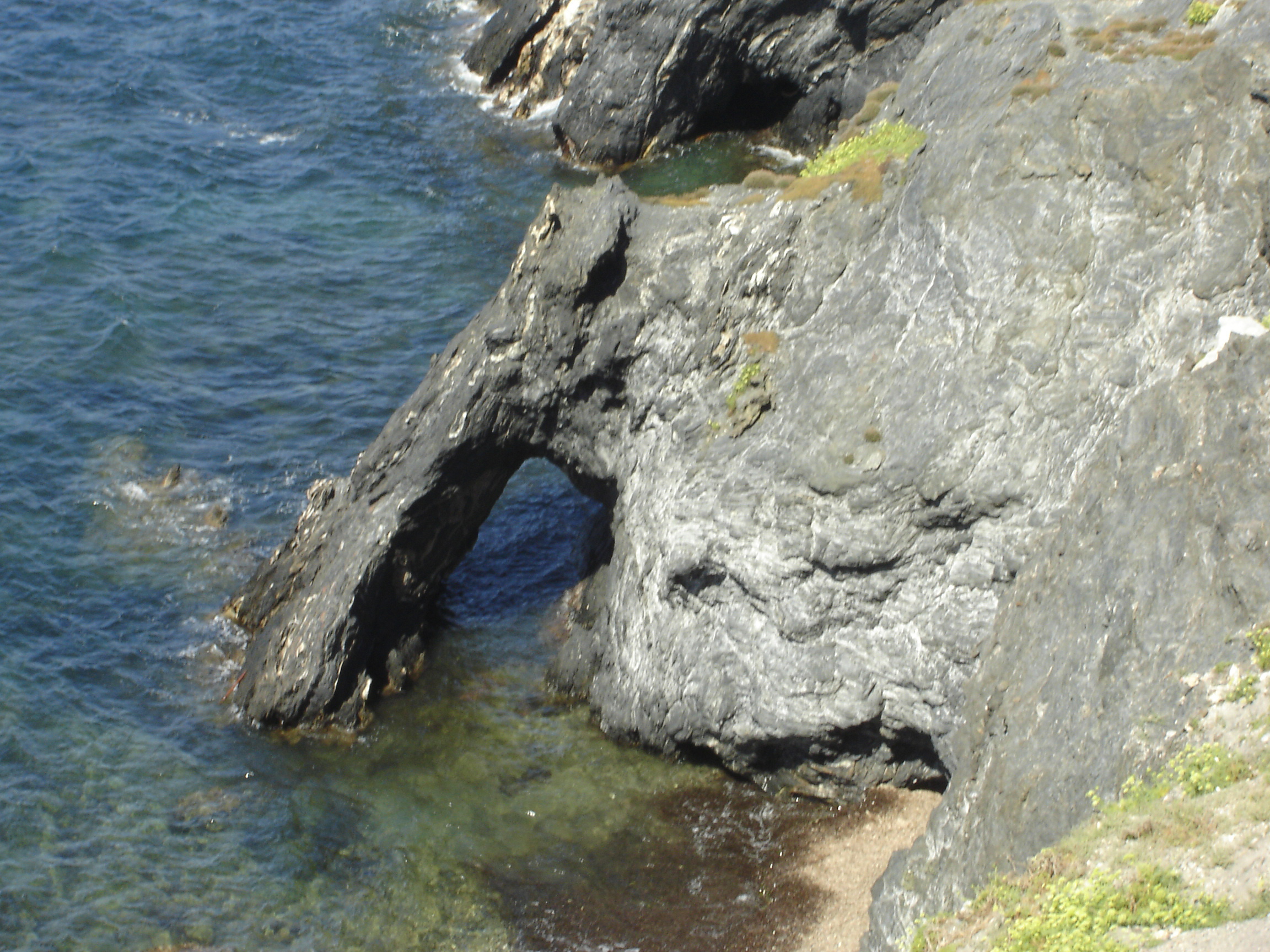
Arche